# Meñaka
Meñaka és un municipi de la província de Biscaia, País Basc, que pertany a la comarca d'Uribe.

## Barris
El municipi està compost per tres barris. El principal barri del municipi és Mesterika. És un petit barri de caserius a mitjan vessant agrupats entorn de l'església parroquial, l'ajuntament i el frontó. Mesterika es troba molt a prop de la carretera que uneix Mungia amb Bermeo. Prop de Mesterica hi ha el barri d'Ametzas. Els altres barris del municipi són Andra Mari de Meñababarrena, en una zona plana al sud del municipi i Santa Elena de Emerando (Emerandos), al nord del municipi i a la falda del Sollube. Aquests són barris de caserius que prenen el seu nom de sengles ermites.

## Personatges il·lustres
- Miguel Ángel Lotina (1957-): entrenador de futbol. Ha dirigit, entre altres equips de la Lliga espanyola, l'Espanyol, el Celta, l'Osasuna, el Numancia o el Deportivo.
- Luis Baraiazarra (1940-): escriptor en basc i frare carmelita.
- Juan José Garmendia: organista i compositor nascut a les darreries del segle xix.